# Vilminore di Scalve
Vilminore di Scalve is een gemeente in de Italiaanse provincie Bergamo (regio Lombardije) en telt 1541 inwoners (31-12-2004). De oppervlakte bedraagt 40,9 km², de bevolkingsdichtheid is 39 inwoners per km².
De volgende frazioni maken deel uit van de gemeente: Vilmaggiore, S. Andrea, Dezzolo, Bueggio, Nona, Pezzolo, Pianezza en Teveno.

## Demografie
Vilminore di Scalve telt ongeveer 663 huishoudens. Het aantal inwoners steeg in de periode 1991-2001 met 2,5% volgens cijfers uit de tienjaarlijkse volkstellingen van ISTAT.
| Jaar | Inwoneraantal |
| ---- | ------------- |
| 1991 | 1510          |
| 2001 | 1547          |
| 2004 | 1541          |

## Geografie
De gemeente ligt op ongeveer 1019 m boven zeeniveau.
Vilminore di Scalve grenst aan de volgende gemeenten: Azzone, Colere, Gromo, Oltressenda Alta, Rovetta, Schilpario, Teglio (SO) en Valbondione.

## Externe link

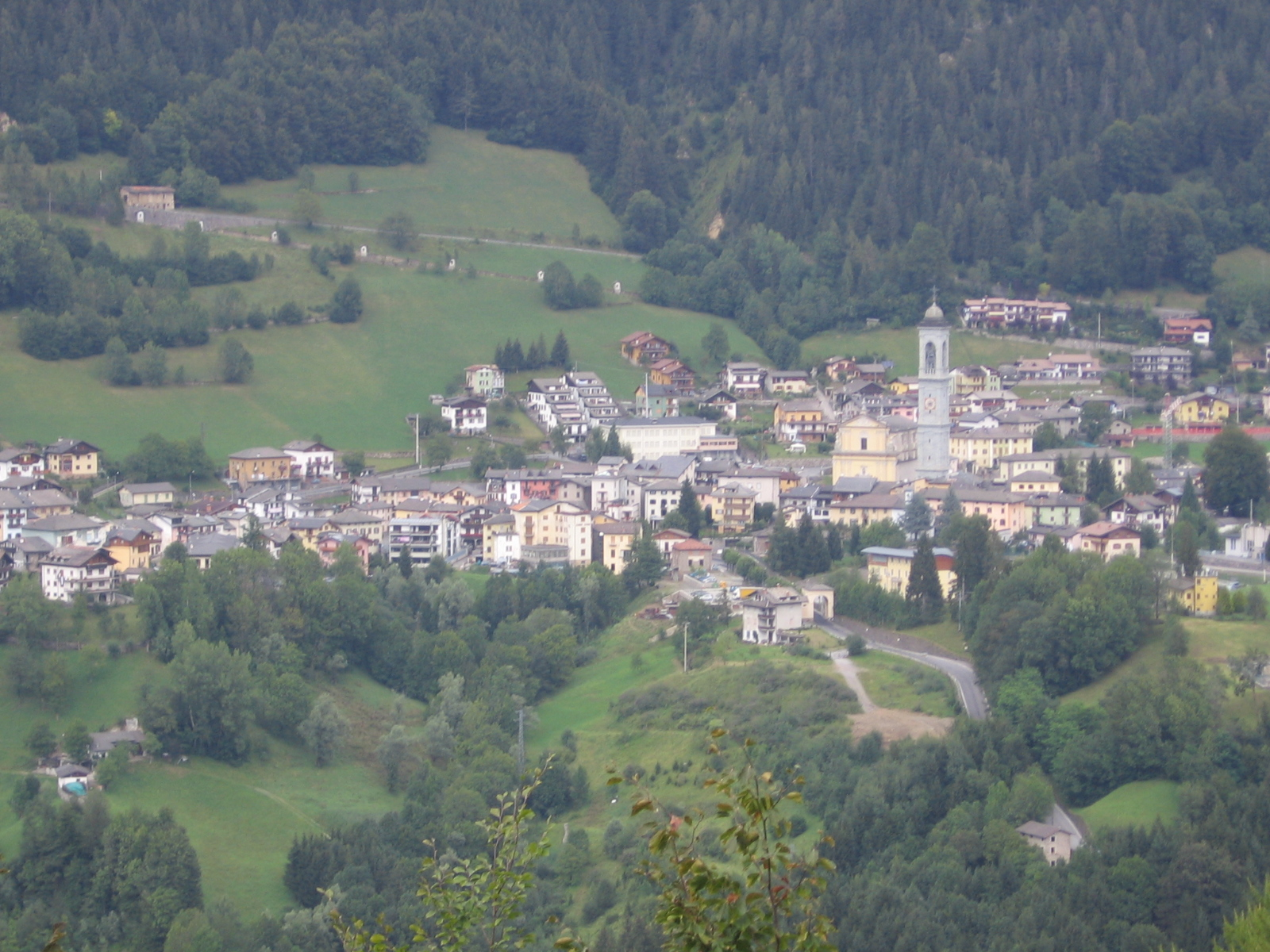
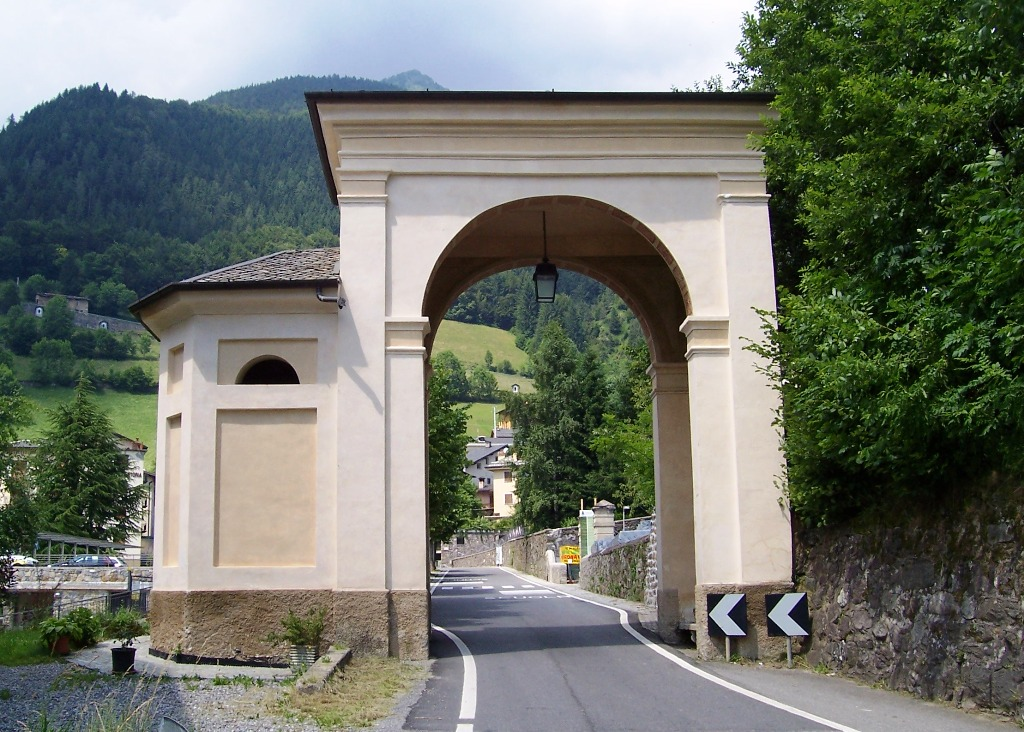
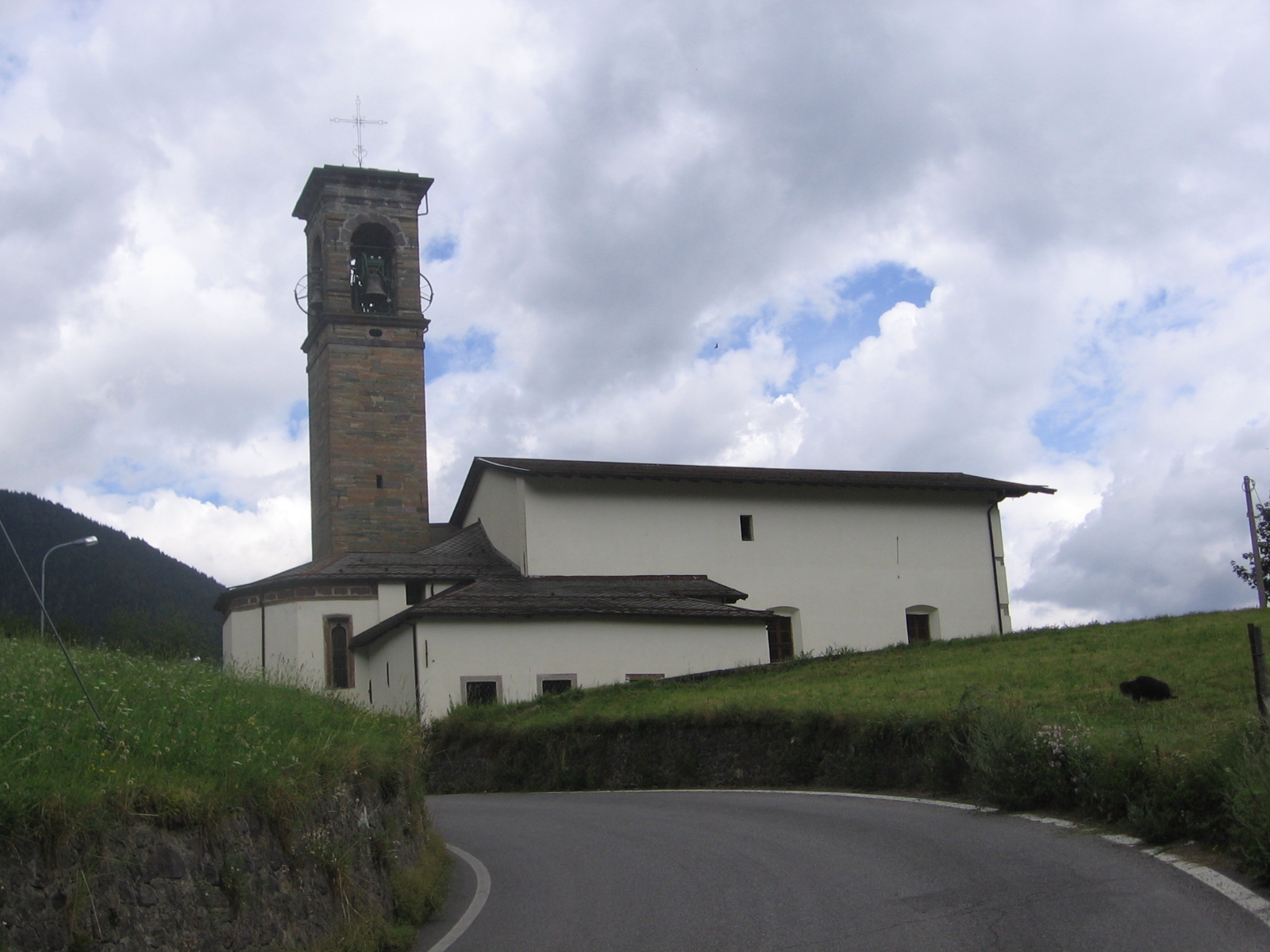
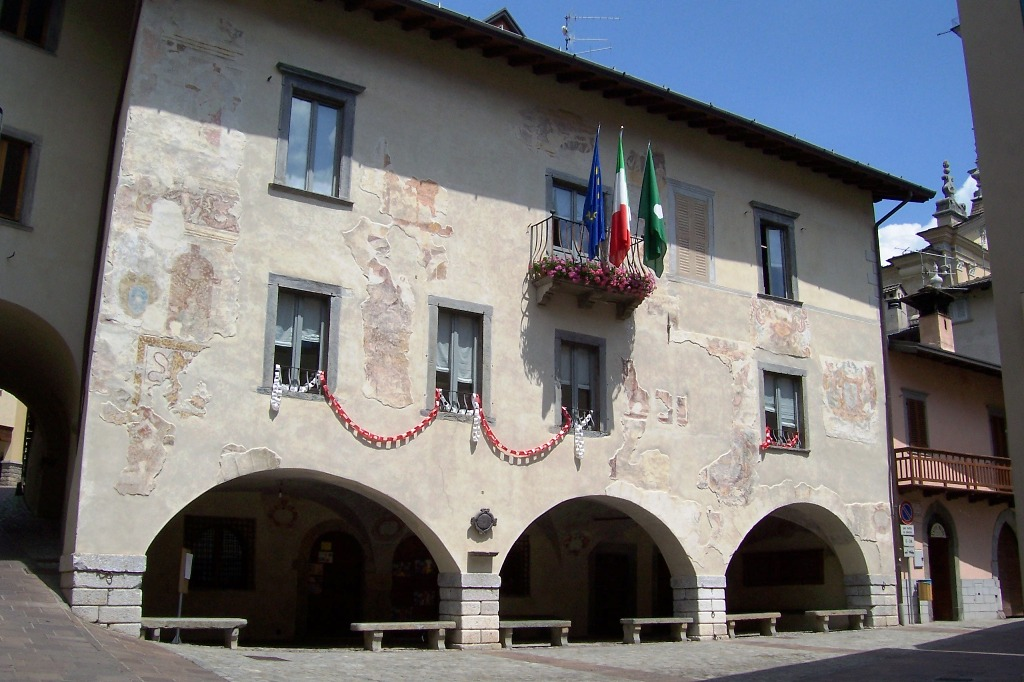